# Belgische Badminton-Mannschaftsmeisterschaft 2005/06
Sieger der Belgischen Badminton-Mannschaftsmeisterschaft 2005/06 wurde der CSB Ixelles.

## Endstand
| Platz | Team          |
| ----- | ------------- |
| 1.    | CSB d’Ixelles |
| 2.    | Olve BC       |
| 3.    | BC Dropshot 1 |
| 4.    | W&L           |
| 5.    | BC Saive      |
| 6.    | BC Webacsa    |
| 7.    | BC De Nekker  |
| 8.    | BC Dropshot 2 |